# Gerstungen
Gerstungen è un comune di 9 026 abitanti della Turingia, in Germania.
Appartiene al Wartburgkreis.

## Storia
Nel 2018 vennero aggregati al comune di Gerstungen i comuni di Marksuhl e Wolfsburg-Unkeroda.